# صقر ضاحك
الصقر الضاحك (الاسم العلمي: Herpetotheres cachinnans)، المسمى أيضًا باز الأفعى (خطأ، لأنه ليس بازًا)، هو طائر جارح متوسط الحجم من الفصيلة الصقرية، وهو العضو الوحيد في جنس Herpetotheres. هذا النوع المداري متخصص في أكل الثعابين. تشير أسماءهُ الشائعة والعلمية إلى صوته المميز.